# Flora Brasiliae Meridionalis
Flora Brasiliae Meridionalis (abreviado Fl. Bras. Merid.), es una obra en tres volúmenes con 24 partes que fue escrita por Augustin Saint-Hilaire  en 1825-1832 y que contiene 592 láminas en color, donde se describe la flora de Brasil. En las parte 5 y 22 fueron coautores Antoine-Laurent de Jussieu y Jacques Cambessèdes.